# I Feed You My Love
Singles de Margaret Berger
Robot Song
(2007)
Singles représentant la Norvège au Concours Eurovision de la chanson
Stay
(2012)
I Feed You My Love (« Je te nourris mon amour ») est une chanson de la chanteuse norvégienne Margaret Berger. Elle est le premier single de son troisième album studio Chastisement et est écrite par Karin Park et MachoPsycho qui produit également le titre. Elle est surtout connue pour être la chanson qui représente la Norvège au Concours Eurovision de la chanson 2013 qui a lieu à Malmö en Suède. Arrivée troisième lors de la seconde demi-finale, elle se qualifie pour la finale du 18 mai 2013 et obtient la 4e place.

## Liste des pistes
Téléchargement
1. I Feed You My Love – 3 min 02

## Classements
| Classement (2013)  | Meilleure position |
| ------------------ | ------------------ |
| Norvège (VG-lista) | 4                  |

### Certifications
| Pays    | Organisme | Certification | Vente  |
| ------- | --------- | ------------- | ------ |
| Norvège | IFPI      | Platine       | 10 000 |